# Kreuzerhöhungskapelle (Holzmülheim)

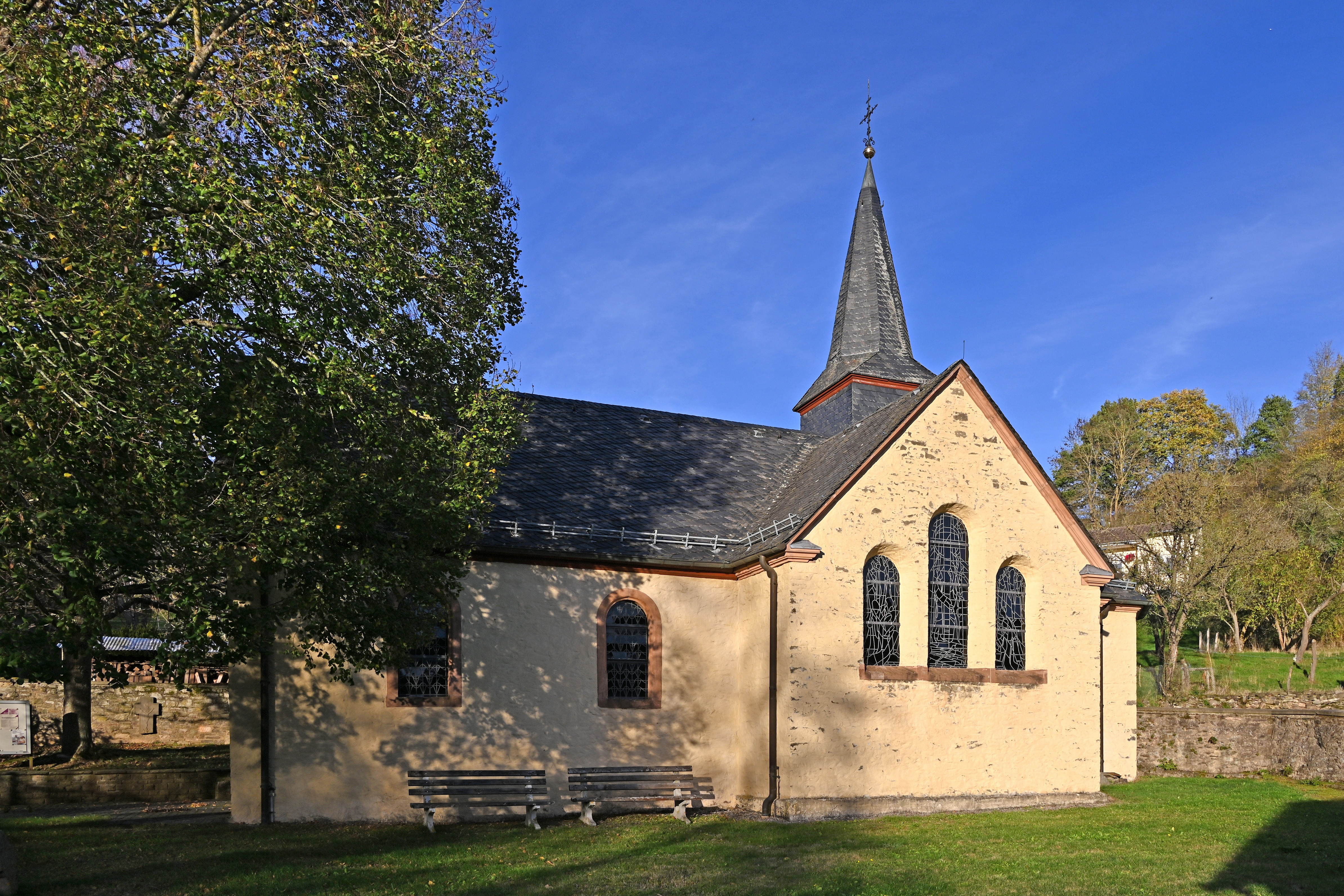
Kreuzerhöhungskapelle Holzmühlheim, Südseite

Die römisch-katholische Kreuzerhöhungskapelle in Nettersheim-Holzmülheim gehört zur seit 1804 bestehenden Pfarre Bouderath-Holzmülheim-Roderath im Bistum Aachen, die heute mit mehreren anderen Pfarreien die Gemeinschaft der Gemeinden Hl. Hermann-Josef Steinfeld bildet. Die Kapelle trägt das Patrozinium Kreuzerhöhung und  ist ein geschütztes Baudenkmal.
Archäologen stellten bei den Restaurierungsarbeiten 1995 fest, dass bereits um 1150 eine  Kapelle an der Stelle des jetzigen Gotteshauses gestanden haben muss. Eine Kapelle wurde auch schon 1520 und 1582 erwähnt.
Die zwei Fensterachsen des Hauptschiffs stammen von der im Jahre 1728 gebauten Kapelle.
Schon 1850 war sie zu klein für die wachsende Zahl der Einwohner von Holzmülheim geworden.
1904 wurde die schmale Apsis abgerissen und an deren Stelle das Gebäude um ein Querschiff und einen Chor im neuromanischen Stil erweitert.
Der Architekt war Franz Statz, der Sohn des Kölner Dombaumeisters Vincenz Statz. 1995 erfolgte die grundlegende Restaurierung der Kapelle.